# Ronaldo Lucena
Ronaldo Vidal Lucena Torrealba (Acarigua, Portuguesa, Venezuela, 27 de febrero de 1997) es un futbolista venezolano que juega como centrocampista en el Portuguesa Fútbol Club de la Primera División de Venezuela. 
Sus hermanos Jhony Lucena y Franklin Lucena también fueron futbolistas, ambos están retirados.

## Clubes
| Club                | País      | Año              |
| ------------------- | --------- | ---------------- |
| Zamora              | Venezuela | 2015 - 2017      |
| Atlético Nacional   | Colombia  | 2017 - 2018      |
| Deportivo Táchira   | Venezuela | 2018 - 2019      |
| Jaguares de Córdoba | Colombia  | 2019             |
| Deportivo La Guaira | Venezuela | 2020-2021        |
| Portuguesa FC       | Venezuela | 2022- Actualidad |

## Selección nacional
Fue seleccionado por Rafael Dudamel para conformar la plantilla que disputó el Sudamericano Sub-20 de 2017. Igualmente fue seleccionado para disputar la Copa Mundial de Fútbol Sub-20 de 2017.

### Participaciones internacionales
| Selección | Competición                           | Sede          | Resultado    | Partidos | Goles |
| --------- | ------------------------------------- | ------------- | ------------ | -------- | ----- |
| Sub-20    | Sudamericano Sub-20 de 2017           | Ecuador       | Tercer lugar | 9        | 0     |
| Sub-20    | Copa Mundial de Fútbol Sub-20 de 2017 | Corea del Sur | Subcampeón   | 7        | 0     |
| Total     | Total                                 | Total         | Total        | 16       | 0     |

## Estadísticas
| Club                         | Temporada           | Liga  | Liga  | Copa Nacional | Copa Nacional | Copa Internacional | Copa Internacional | Total | Total |
| Club                         | Temporada           | Part. | Goles | Part.         | Goles         | Part.              | Goles              | Part. | Goles |
| ---------------------------- | ------------------- | ----- | ----- | ------------- | ------------- | ------------------ | ------------------ | ----- | ----- |
| Zamora · Venezuela           | 2015                | 8     | 0     | 1             | 0             | -                  | -                  | 9     | 0     |
| Zamora · Venezuela           | 2016                | 20    | 1     | 0             | 0             | 0                  | 0                  | 20    | 1     |
| Zamora · Venezuela           | 2017                | 2     | 0     | 0             | 0             | -                  | -                  | 2     | 0     |
| Zamora · Venezuela           | Total               | 30    | 1     | 1             | 0             | 0                  | 0                  | 31    | 1     |
| Atlético Nacional · Colombia | 2017                | 5     | 0     | 0             | 0             | 0                  | 0                  | 5     | 0     |
| Atlético Nacional · Colombia | Total               | 5     | 0     | 0             | 0             | 0                  | 0                  | 5     | 0     |
| Total en su carrera          | Total en su carrera | 35    | 1     | 1             | 0             | 0                  | 0                  | 36    | 1     |

## Palmarés

### Campeonatos nacionales
| Título                        | Club              | País      | Año  |
| ----------------------------- | ----------------- | --------- | ---- |
| Primera División de Venezuela | Zamora            | Venezuela | 2015 |
| Primera División de Venezuela | Zamora            | Venezuela | 2016 |
| Torneo Apertura               | Atlético Nacional | Colombia  | 2017 |

### Campeonatos Internacionales
| Título      | Club              | País     | Año  |
| ----------- | ----------------- | -------- | ---- |
| Florida Cup | Atlético Nacional | Colombia | 2018 |